# The Pros and Cons of Hitch Hiking
The Pros and Cons of Hitch Hiking är före detta Pink Floyd-medlemmen Roger Waters första soloalbum efter brytningen med bandet. Albumet är ett konceptalbum som berättar om huvudpersonens drömmar och utspelar sig mellan klockan 4.30 och 5.12 en vanlig morgon. Både detta album och The Wall föreslogs av Roger Waters som nästa Pink Floyd-album efter Animals. Gruppen föredrog det sistnämnda och Waters sparade albumet för framtiden. Det spelades in mellan februari och december 1983 och släpptes i maj året efter.

## Låtlista
Samtliga låtar skrivna av Roger Waters.
1. "4.30 A.M. (Apparently They Were Travelling Abroad)" – 3:12
2. "4.33 A.M. (Running Shoes)" – 4:08
3. "4.37 A.M. (Arabs With Knives and West German Skies)" – 2:17
4. "4.39 A.M. (For the First Time Today, Pt. 2)" – 2:02
5. "4.41 A.M. (Sexual Revolution)" – 4:49
6. "4.47 A.M. (The Remains of Our Love)" – 3:09
7. "4.50 A.M. (Go Fishing)" – 6:59
8. "4.56 A.M. (For the First Time Today, Pt. 1)" – 1:38
9. "4.58 A.M. (Dunroamin, Duncarin, Dunlivin)" – 3:03
10. "5.01 A.M. (The Pros and Cons of Hitch Hiking, Pt. 10)" – 4:36
11. "5.06 A.M. (Every Strangers' Eyes)" – 4:48
12. "5.11 A.M. (The Moment of Clarity)" – 1:28

## Medverkande
- Roger Waters - Bas, gitarr, sång
- Andy Bown - Hammondorgel, 12-strängad gitarr
- Ray Cooper - Trummor
- Eric Clapton - Gitarr
- Michael Kamen - Piano
- Andy Newmark - Trummor
- David Sanborn - Saxofon
- Madeline Bell, Katie Flanagan, Doreen Chanter - Bakgrundssång